# Marina Kiehl
Marina Kiehl (Múnich, 12 de enero de 1965) es una deportista alemana que compitió para la RFA en esquí alpino; campeona olímpica en Calgary 1988.
Participó en dos Juegos Olímpicos de Invierno, obteniendo una medalla de oro en Calgary 1988, en la prueba de descenso, y el quinto lugar en Sarajevo 1984 (eslalon gigante).
En la Copa del Mundo consiguió siete victorias y dieciocho podios en total.
Tras su triunfo olímpico, fue galardonada con la Silbernes Lorbeerblatt.

## Palmarés internacional
| Juegos Olímpicos | Juegos Olímpicos | Juegos Olímpicos | Juegos Olímpicos |
| Año              | Lugar            | Medalla          | Prueba           |
| ---------------- | ---------------- | ---------------- | ---------------- |
| 1988             | Calgary (Canadá) | Medalla de oro   | Descenso         |